# ČSD-Baureihe EM 411.0
Die Fahrzeuge der ČSD-Baureihe EM 411.0 waren elektrische Triebwagen der Tschechoslowakischen Staatsbahnen (ČSD) für die Bahnstrecke Rybník–Lipno nad Vltavou.

## Geschichte
Anfang der 1950er Jahre waren die eingesetzten Fahrzeuge auf der seinerzeit mit 1200 Volt Gleichspannung elektrifizierten Bahnstrecke Rybník–Lipno nad Vltavou überaltert und nicht mehr zeitgemäß. Die ČSD bestellten darum im Jahr 1950 bei Škoda elektrische Ausrüstungen für zwei vierachsige Triebwagen, die aus zwei vorhandenen Dieseltriebwagen der Reihe M 150.0 entstehen sollten. Bei der ČSD-Baureihe M 150.0 handelte es sich um ehemalige Fahrzeuge der Deutschen Reichsbahn, die infolge des Zweiten Weltkrieges auf tschechoslowakischem Territorium verblieben waren. Bei der DR hatten sie die Nummern 137 347 bis 396 getragen.
Den Umbau führte 1954 das Ausbesserungswerk in České Velenice aus. Anstelle der Antriebsanlage mit Dieselmotor und hydraulischem Getriebe erhielten die Fahrzeuge eine elektrische Ausrüstung mit Tatzlagerfahrmotoren, wie sie auch in den Triebwagen der Reihe EMU 49.0 der Elektrischen Tatrabahn verwendet worden war. Äußerlich wurden die Triebwagen nur an den Führerständen verändert, wobei sie ein sehr markantes Aussehen erhielten. Der Fahrgastraum und das Gepäckabteil blieben im Ursprungszustand. Der EM 411.001 kam bereits im Mai 1954 nach Vyšší Brod, der in Details abweichende EM 411.002 folgte im September 1955.
Im Einsatz bewährten sich die Fahrzeuge. Bis zur Indienststellung neuer Lokomotiven der Reihe E 426.0 bewältigten sie den gesamten Reiseverkehr auf der Strecke. Im Jahr 1973 wurden sie ausgemustert und kurz darauf verschrottet.

## Technische Merkmale
Die Triebwagen waren wie die Spenderwagen der Reihe M 150.0 vierachsig. Die Wagenkästen waren äußerlich umgearbeitet wurden. Die Schiebetüren und die Inneneinrichtung lieferten noch den Beweis der Herkunft von den 137 347–396. Die Drehgestelle waren durch den Umbau auf den elektrischen Antrieb stark modifiziert worden. Das Übersetzungsverhältnis Ritzel/Großrad der Antriebsachse betrug 1:4,43.
Die elektrische Ausrüstung war auf der Grundlage der Triebwagen der Reihe EM 410.0 gewählt worden. Die Leistung war mit 164 kW Dauer- und 220 kW Stundenleistung identisch. Die Steuerung der Triebwagen war als klassische Widerstandssteuerung ausgeführt worden.